# Кокусай
Кокусай (яп. 谷齋, или Одзаки Кокусай, яп. 尾崎 谷斎, настоящее имя — Одзаки Содзо, яп. 尾崎惣蔵, известен также как Кокусай Такэда, яп. 尾崎谷斎, 1835, Токио, Япония, — 1894, Токио, Япония) — японский мастер, работавший в технике нэцкэ, основатель школы Асакуса, известный оригинальным подходом к сюжетам своих работ.

## Биография
Изучал резьбу по слоновой кости у мастера Косу Гёкуёсая. Кокусай — основатель и наиболее яркий представитель школы Асакуса. Среди его учеников известны Хакусай, Рэнсай и Эйсай. Школа получила название по району в северной части Эдо, где находились развлекательные заведения. Это место славилось как район собраний и проживания японской богемы. Для школы характерно стремление к экстравагантности (нэцкэ школы отличались необычными материалами исполнения, оригинальной техникой создания), изобилие прорезных деталей, орнаментальность. Подпись Кокусая отличается от подписей современных ему мастеров. Он ставил только первый иероглиф имени (иногда встречаются и полные подписи), стилизуя его под рельефную печать.
Сыном Кокусая был Одзаки Коё — японский писатель, получивший известность историческими романами, написанными на разговорном языке.

## Особенности творчества

Кокусай. Каппа, середина XIX века

Сюжеты нэцкэ Кокусая весьма разнообразны, а часть их придумал сам мастер. Даже если он использовал традиционные сюжеты, то оригинально их толковал. Одной из самых распространённых тем было изображение осьминога. Подобные нэцкэ создавались как в столице, так и в провинции. Реже осьминог изображался один, чаще — с рыбаком или с ама (ныряльщицей за раковинами). Трактовка сюжета обычно была юмористической, а во втором случае — эротической. Сам осьминог обычно изображался реалистически, но только в контексте сюжета. Кокусай изобразил маленького осьминога, взбирающегося на лист, вне повествовательного сюжета.
В нэцкэ Кокусая обычно нет повествования, как в произведениях современных ему мастеров. Он не изображает детально свой объект, а предлагает зрителю обратить особое внимание на ускользающие от невнимательного взгляда детали, например, на сквозные отверстия, которые прогрыз червяк в листе. Если конкурент Кокусая — Оноги Сэндзо (прозванный Сибаяма и возглавивший одноимённую школу нэцкэ) изображал свой объект с точки зрения наиболее важных и многочисленных его качеств, то Кокусай главное внимание обращал на аномалии, характерные для него. Многие его современники одинаково тщательно изображали главное и второстепенное, из-за этого исчезала целостность замысла, а само произведение становилось только демонстрацией виртуозной техники мастера. Кокусай в нарушение этой традиции пытался поразить свою аудиторию неожиданностью трактовки объекта.

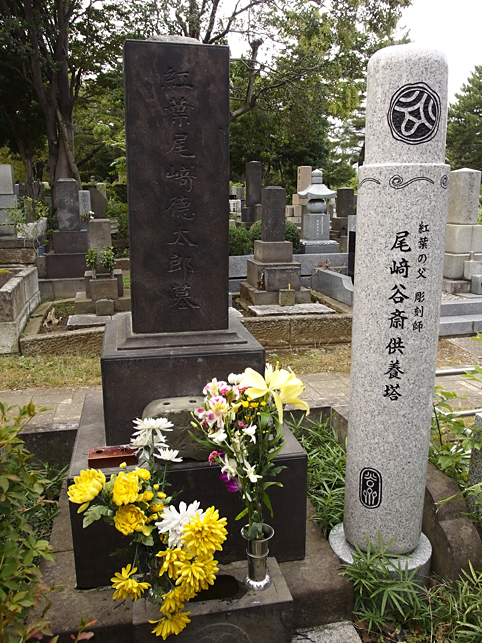
Могила Кокусая

Среди произведений Кокусая: старая шляпа, обвитая лозой (нэцкэ находится в коллекции Эрмитажа, материал — олений рог и свинец, диаметр — 4,5 сантиметра, инвентарный номер: ЯД-115); мандзю с изображением мухогонки (мандзю — пирожок из пшеничной, гречишной или рисовой муки с начинкой, нэцкэ также находится в собрании Эрмитажа, олений рог, диаметр — 3,9 сантиметров, инвентарный номер: ЯД-334), волк, грызущий голову казнённого преступника. Чаще всего необычная трактовка или странный сюжет становятся у современных искусствоведов поводом для соотнесения нэцкэ с творчеством Кокусая. Так в нэцкэ без подписи, хранящемся в коллекции Британского музея, вырезанном из оленьего рога и изображающем лицо демона (инвентарный номер F.351, размер — 4,4 × 4 сантиметра), эксцентричность сюжета и дизайна стала мотивом для атрибуции его Кокусаю.
Российский искусствовед Савельева предполагает, что специфика подхода Кокусая к сюжетам его работ была связана со спросом на необычные товары, который был характерен для так называемых «весёлых кварталов» Ёсивара, которые находились вблизи мастерской. Данное явление было характерно не только для нэцкэ, но и для причёсок, модной одежды, литературных памятников, связанных с этим районом.
На одном из нэцкэ в собрании музея Толедо изображён каппа на огуречной лодке. Каппа — одно из волшебных существ и духов, которые, по народным представлениям, обитают в лесах и горах Японии. Это маленькое существо, которое отдалённо напоминает обезьяну. Он живёт в прудах, озёрах и реках. Каппа любит огурцы, и люди могут успокоить его, бросая огурцы в воду в надежде, что монстр будет есть этот овощ вместо людей. Кокусай искусно изобразил огуречную лозу из слоновой кости, а затем сделал металлическую вставку с каппой, плывущим на огурце, как на лодке, в центре нэцкэ. Диаметр нэцкэ, которое имеет форму шара, — 4,4 сантиметра (нэцкэ имеет подпись мастера — «Коку»).
Большинство мастеров этого времени работали с деревом и слоновой костью. Кокусай использовал наряду с ними олений рог, который считался неудобным из-за пористой структуры и неравномерной окрашенности, малоэффектным и недостаточно аристократичным материалом. Он использовал архаичные формы нэцкэ, уже вышедшие к этому времени из употребления (например, саси), при этом создавал оригинальные и свежие произведения. Саси представляет собой длинный брусок с отверстием для шнура на одном конце. Саси затыкали за пояс, при этом отверстие находилось внизу, а на шнурке, пропущенном через него, свисал кошелёк или ключи. По мнению некоторых исследователей, саси является модификацией рукоятки самурайского меча, к которому подвешивали раньше мешочек с огнивом.
Необычным является введение Кокусаем в нэцкэ европейской символики (например, якорь — христианский символ спасения), а реже — фигур христианских персонажей. В период Токугава подобные мотивы были не просто эпатажем, но и серьёзным риском для самого мастера. Преследование христианства, хотя и немного утихло, всё ещё продолжалось.

## Изучение творчества
Пол Мосс издал в Лондоне трёхтомник, посвящённый жизни и творчеству Кокусая. К 2017 году он вышел уже третьим изданием.